# Piretoterapia
La piretoterapia o piroterapia è un protocollo terapeutico, ormai caduto in disuso, basato sull'induzione di febbre con lo scopo di trattare una malattia. I procedimenti si basavano sull'inoculo di microrganismi viventi o uccisi, di sostanze chimiche o di derivazione batterica e su metodiche elettrofisiche.
Il medico austriaco Julius Wagner-Jauregg ricevette il Premio Nobel per la medicina nel 1927 per l'ideazione del procedimento noto come malarioterapia, un trattamento della neurosifilide basato sull'inoculo di Plasmodium vivax nei pazienti affetti.